# Hustonville (Kentucky)
Hustonville es una ciudad ubicada en el condado de Lincoln en el estado estadounidense de Kentucky. En el Censo de 2010 tenía una población de 405 habitantes y una densidad poblacional de 150,07 personas por km².

## Geografía
Hustonville se encuentra ubicada en las coordenadas 37°28′37″N 84°49′0″O / 37.47694, -84.81667. Según la Oficina del Censo de los Estados Unidos, Hustonville tiene una superficie total de 2.7 km², de la cual 2.69 km² corresponden a tierra firme y (0.19%) 0.01 km² es agua.

## Demografía
Según el censo de 2010, había 405 personas residiendo en Hustonville. La densidad de población era de 150,07 hab./km². De los 405 habitantes, Hustonville estaba compuesto por el 96.05% blancos, el 0.25% eran afroamericanos, el 0% eran amerindios, el 0% eran asiáticos, el 0% eran isleños del Pacífico, el 1.98% eran de otras razas y el 1.73% pertenecían a dos o más razas. Del total de la población el 2.96% eran hispanos o latinos de cualquier raza.